# Кондрикіно (Нижньогородська область)
Кондрикіно (рос. Кондрыкино) — село в Большеболдинському районі Нижньогородської області Російської Федерації.
Населення становить 364 особи. Входить до складу муніципального утворення Новослободська сільрада.

## Історія
Від 2009 року входить до складу муніципального утворення Новослободська сільрада.

## Населення
| 1999 | 2002 | 2010 |
| ---- | ---- | ---- |
| 490  | ↘436 | ↘364 |